# Hippuris
Hippuris L. è un genere di piante acquatiche della famiglia Plantaginaceae.

## Tassonomia
Il genere comprende le seguenti specie:
- Hippuris lanceolata Retz.
- Hippuris montana Ledeb. ex Rchb.
- Hippuris tetraphylla L.f.
- Hippuris vulgaris L.